# Palazzo Libertini Scuderi

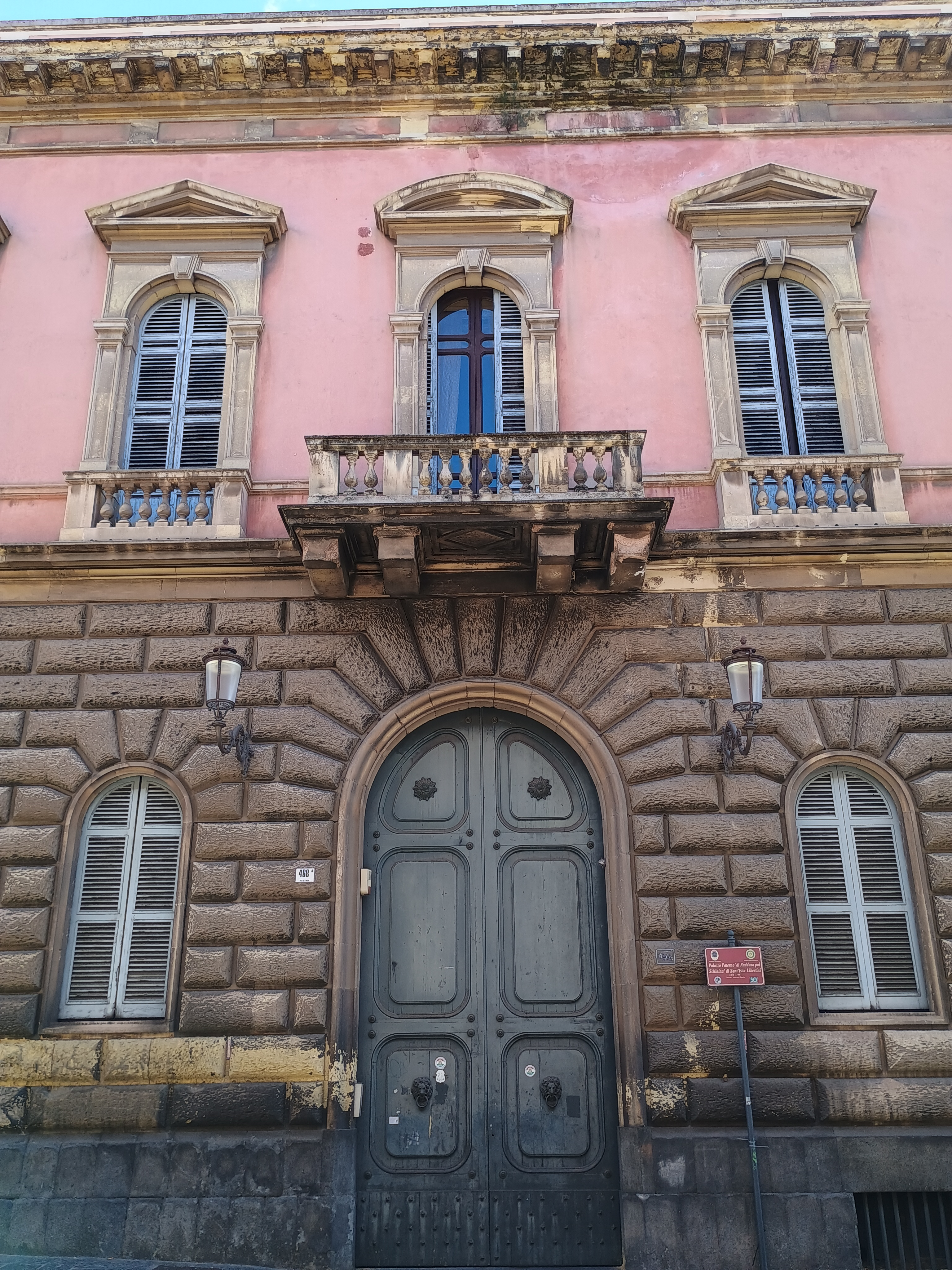
Facciata del palazzo

Il Palazzo Libertini Scuderi è un palazzo privato di Catania. Sito in via Etnea, fu commissionato all'architetto milanese Carlo Sada dal cavaliere Giuseppe Paternò di Raddusa nel 1875.
Lo stile è neorinascimentale e conserva arredi liberty. Le volte sono arricchite dagli affreschi dei pittori Natale Attanasio e Alfonso Orabona. Della facciata, l'ordine inferiore è bugnato, mentre quello superiore è intonacato di rosa antico.
Per un breve periodo, il palazzo fu proprietà di Giuseppe Schininà, marchese di Sant'Elia. Nel 1901, fu acquistato dal deputato Pasquale Libertini, che ne integrò l'architettura, e poi, nel 1941, dall'armatore Matteo Scuderi.
L'edificio è noto anche come Palazzo Paternò di Raddusa e come Palazzo Schininà di Sant'Elia.

## Galleria d'immagini

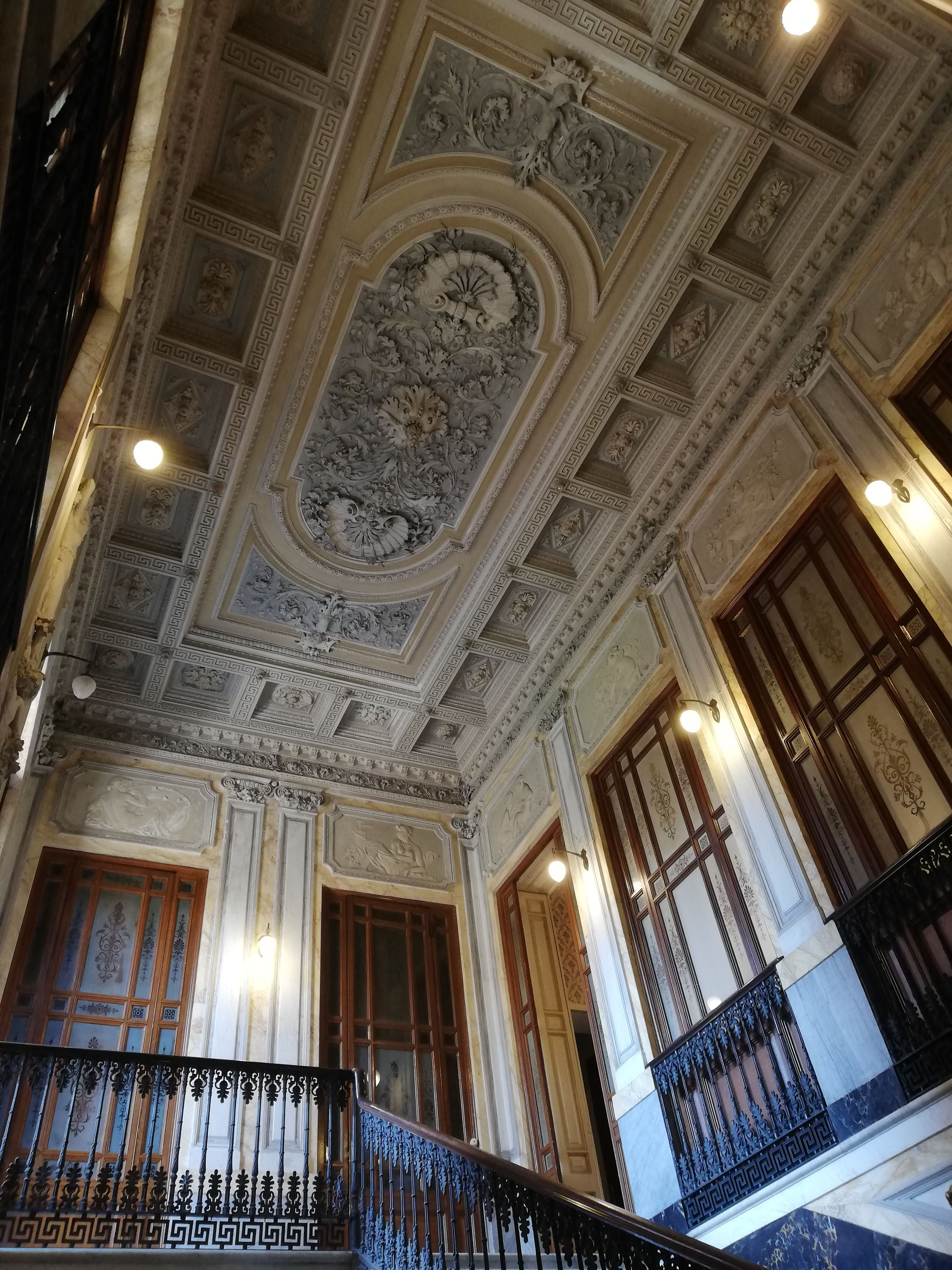
Vano dello scalone principale
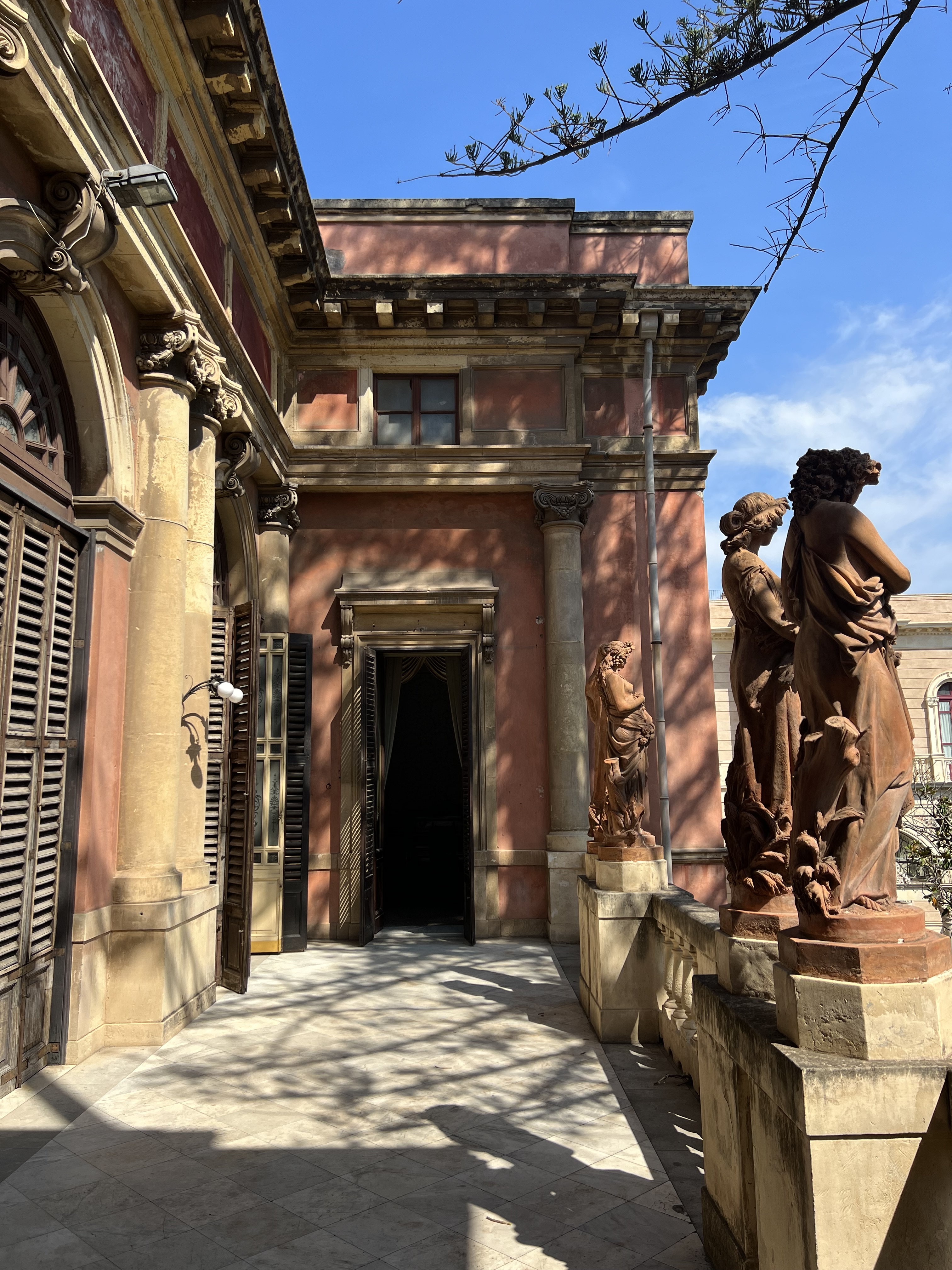
Terrazzo interno sul giardino
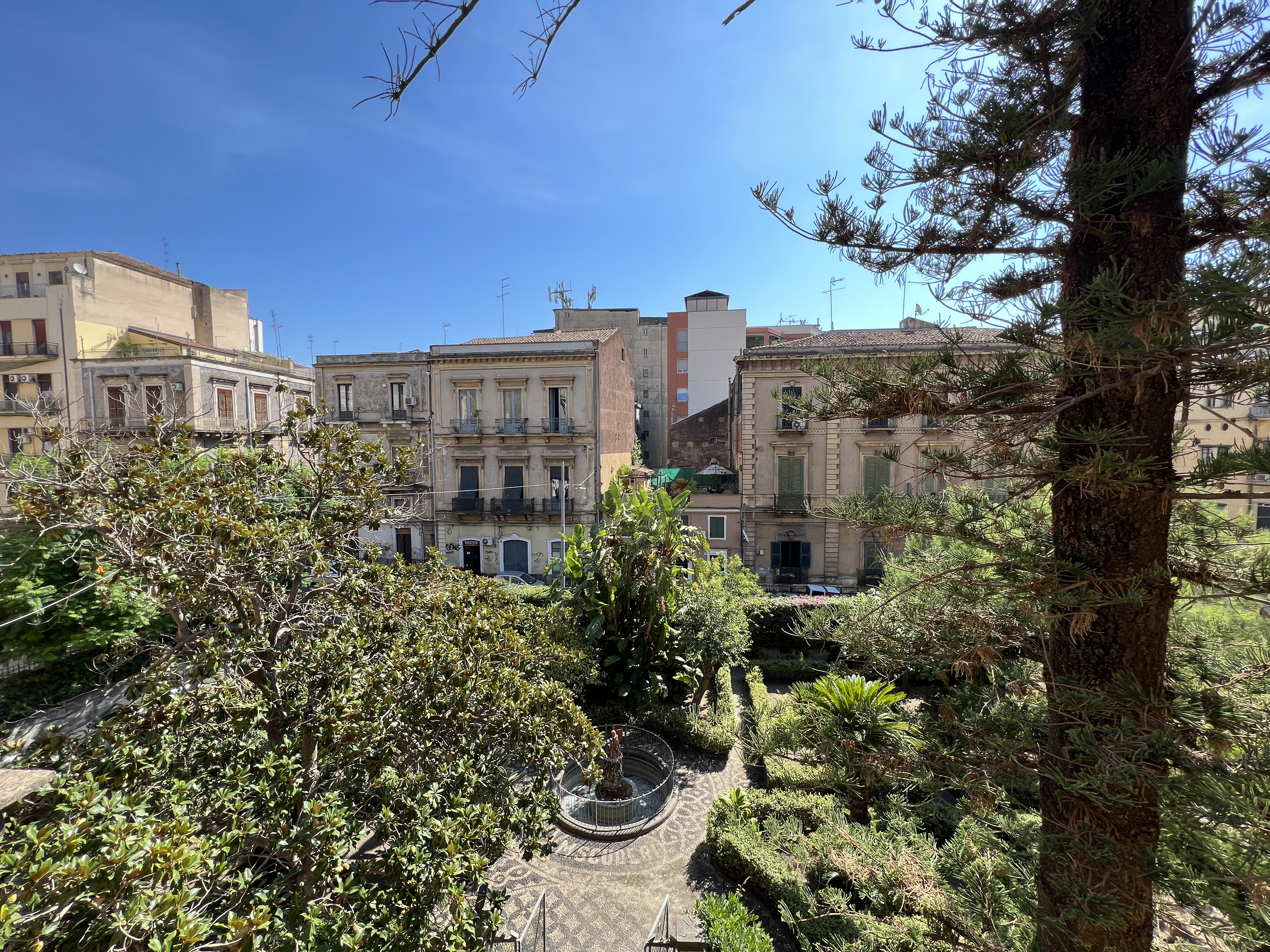
Giardino interno
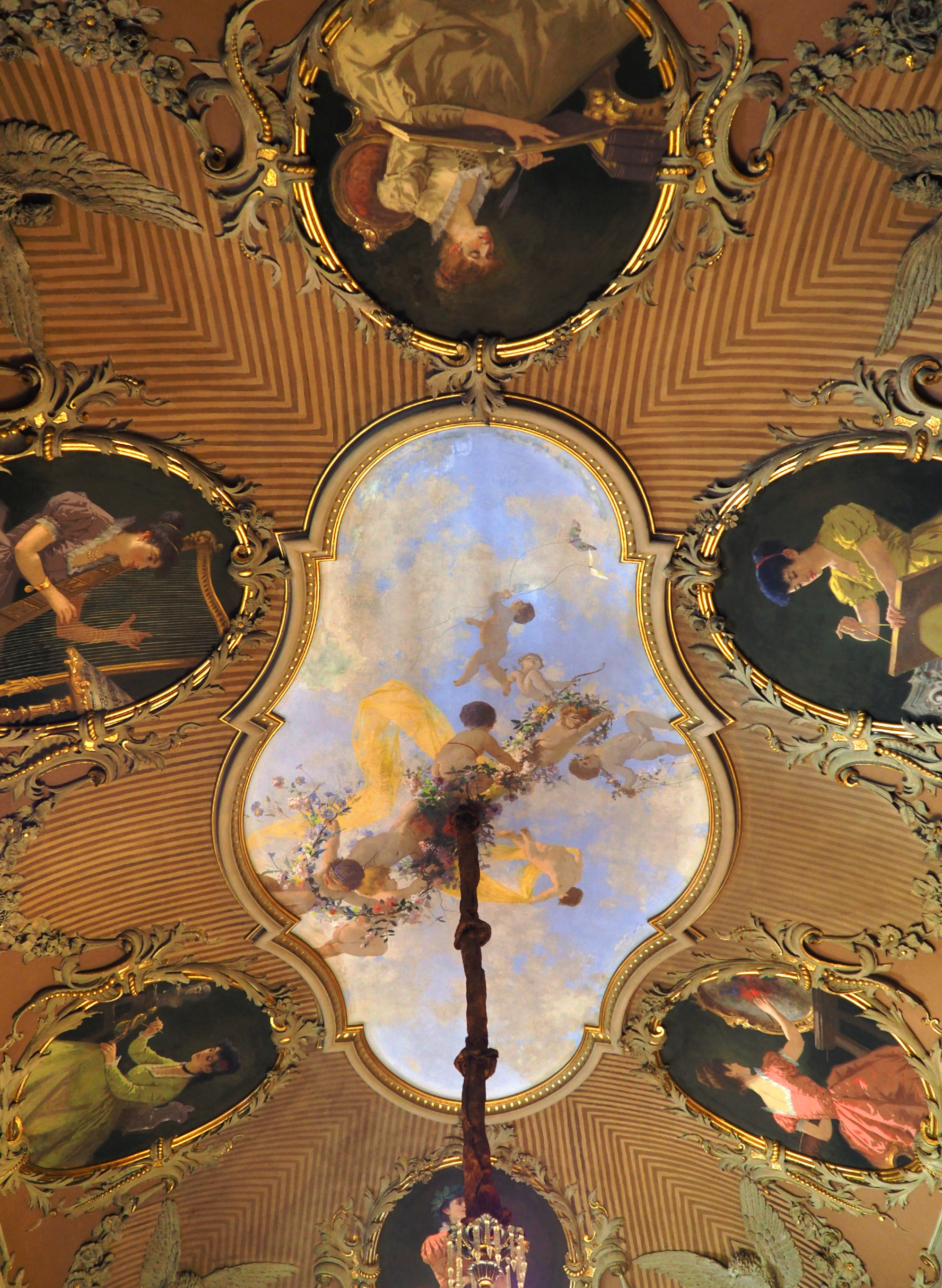
Soffitto della sala delle arti